# Igor Rickli
Igor Rickli Christóforo (Ponta Grossa, 14 de dezembro de 1983) é um ator brasileiro.

## Biografia
Descendente de suíços e italianos, nasceu em Ponta Grossa, no Paraná. Começou a fazer teatro ainda criança, aos seis anos, na igreja que sua família frequentava, e, na adolescência, já começou a produzir seus próprios espetáculos, até que, com dezoito anos, resolveu se profissionalizar. Inicialmente foi levado para morar em São Paulo por Ney Alves, atual booker da Major Model Brasil para seguir na carreira de modelo. Na ocasião Igor morou na cidade paulista, na casa de Ney que via no jovem rapaz muito talento para o meio artistico. Foi nesta ocasião que Igor saiu de Ponta Grossa pela primeira vez em busca do sucesso no meio artístico. Em 2006, mudou-se para o Rio de Janeiro, atrás do sonho de se tornar ator.
Em 2010, estreia como o protagonista Berger, no espetáculo Hair. No ano seguinte, interpretou Mick Deans em Judy Garland: Além do Arco-Íris e Bolívar no filme O Tempo e o Vento. Em 2013, interpretou o antagonista da novela Flor do Caribe, Alberto Albuquerque, ao lado de Grazi Massafera. Em 2014, esteve presente na telenovela Alto Astral, como Mohammed,  e no musical Jesus Christ Superstar, interpretando o protagonista Jesus Cristo, ao lado de Negra Li e Beto Sargentelli. No mesmo ano, apareceu no seriado A Saga – Da Terra Vermelha Brotou o Sangue, sobre a colonização do Paraná que foi gravado em diversas fases por mais de 5 mil atores entre 1999 e 2009, o qual Igor havia gravado suas cenas em 2004. Em março de 2016, assina contrato com a RecordTV para participar da novela A Terra Prometida. Em 2017, protagoniza a novela O Rico e Lázaro, na pele de Zac, um homem de boa índole, mas de caráter duvidoso devido uma paixão não correspondida. Ainda nesse mesmo ano, protagoniza a épica novela Apocalipse como Benjamin, o líder da resistência contra o domínio do Anticristo. Em 2021, interpretou Lúcifer na telenovela Gênesis da RecordTV.

## Vida pessoal
Em 2010, começou a namorar a atriz Aline Wirley, que conheceu nos bastidores do musical Hair no mesmo ano e com quem começou a morar junto em menos de 6 meses depois.
Em 26 de setembro de 2014, nasceu o primeiro filho do casal, Antônio.
Em 14 de maio de 2015, casou-se oficialmente com Aline.
Em 7 de novembro de 2022, Igor revelou que é bissexual.
Em 26 de novembro de 2023, Igor e Aline iniciaram o processo de convivência física com seus filhos adotivos em Manaus, após um mês de convivência por videochamadas. Em junho de 2024, por meio do perfil oficial de ambos no Instagram, o casal revelou que o processo de adoção foi finalizado e que as crianças são oficialmente Fátima Christóforo e Will Christóforo na certidão de nascimento. Em entrevista à Revista Crescer, Igor contou que, na verdade, o nome de seu filho mais novo é Willkson, algo que considerou um "sinal do universo" por chamar carinhosamente assim sua esposa, Aline, devido ao sobrenome dela, Wirley.

## Filmografia

### Televisão
| Período | Título                                    | Personagem                | Nota(s)                                  |
| ------- | ----------------------------------------- | ------------------------- | ---------------------------------------- |
| 2010    | A Vida Alheia                             | Amadeu                    | Episódio: "Uma Noite na Ópera"           |
| 2013    | Flor do Caribe                            | Alberto Albuquerque       |                                          |
| 2014    | A Saga: Da Terra Vermelha Brotou o Sangue | Dilermano de Assis        |                                          |
| 2015    | Alto Astral                               | Mohammed Abdullah Al Masi | Episódios: "7 de março–8 de maio"        |
| 2015    | Dança dos Famosos                         | Participante              | Temporada 12                             |
| 2016    | A Terra Prometida                         | Rei Marek de Jericó       |                                          |
| 2017    | O Rico e Lázaro                           | Zac                       |                                          |
| 2017    | Apocalipse                                | Benjamin Gudman (Ben)     |                                          |
| 2018    | Bancando o Chef                           | Participante              | Episódio: "Adriana Bombom x Igor Rickli" |
| 2019    | Jesus                                     | Paulo de Tarso            | Episódio: "19–22 de abril"               |
| 2021    | Gênesis                                   | Lúcifer                   |                                          |

### Cinema
| Ano  | Título            | Personagem |
| ---- | ----------------- | ---------- |
| 2013 | O Tempo e o Vento | Bolívar    |
| 2011 | Disparos          | Yvan       |

## Discografia

### Singles
Como artista principal
| Título                            | Ano  | Álbum                     |
| --------------------------------- | ---- | ------------------------- |
| "A Gente Ecoa" (com Aline Wirley) | 2023 | Adicionado à nenhum álbum |
| TBA                               | 2023 | Adicionado à nenhum álbum |

## Teatro
| Período | Título                             | Personagem   |
| ------- | ---------------------------------- | ------------ |
| 2010    | Hair                               | Berger       |
| 2011    | Judy Garland - O Fim do Arco-Íris  | Mickey Deans |
| 2014    | Jesus Cristo, Superstar            | Jesus        |
| 2015-16 | Paixão de Cristo de Nova Jerusalém | Jesus        |
| 2024    | É O Amor                           | Ele mesmo    |

## Prêmios e indicações
| Ano  | Prêmio                       | Categoria                   | Indicação              | Resultado |
| ---- | ---------------------------- | --------------------------- | ---------------------- | --------- |
| 2013 | Melhores do Ano              | Melhor Ator Revelação       | Flor do Caribe         | Indicado  |
| 2014 | Prêmio Contigo!              | Revelação da TV             | Flor do Caribe         | Indicado  |
| 2014 | Prêmio Arte Qualidade Brasil | Melhor Ator Teatral Musical | Jesus Cristo Superstar | Indicado  |
| 2014 | Troféu Inspiração do Amanhã  | Homenagem                   | Jesus Cristo Superstar | Venceu    |
| 2014 | Prêmio Bibi Ferreira         | Melhor Ator                 | Jesus Cristo Superstar | Indicado  |
| 2017 | Prêmio Contigo!              | Melhor Ator de Novela       | O Rico e Lázaro        | Indicado  |
| 2018 | Prêmio Contigo!              | Melhor Ator Coadjuvante     | Apocalipse             | Indicado  |
| 2021 | Melhores do Ano - RD1        | Melhor Ator                 | Gênesis                | Indicado  |
| 2022 | Poc Awards                   | Poc do Ano                  | Igor Rickli            | Indicado  |